# Båven
Båven este o arie protejată (arie specială de conservare — SAC, sit de importanță comunitară — SCI, arie de protecție specială avifaunistică — SPA) din Suedia întinsă pe o suprafață de 6.199,6 ha, integral pe uscat.

## Localizare
Centrul sitului Båven este situat la coordonatele 59°01′15″N 16°52′43″E / 59.0207°N 16.8787°E.

## Înființare
Situl Båven a fost declarat sit de importanță comunitară în iulie 2000 pentru a proteja 9 specii de animale. Alte tipuri de protecție:
- arie de protecție specială avifaunistică (în iulie 2000)[2]
- arie specială de conservare (în martie 2011)[1][3][4]

## Biodiversitate
Situată în ecoregiunea boreală, aria protejată conține 3 habitate naturale: Ape stătătoare oligotrofe până la mezotrofe, cu vegetație de Littorelletea uniflorae și/sau de Isoëto-Nanojuncetea, Roci stâncoase cu vegetație pionieră de Sedo-Scleranthion sau Sedo albi-Veronicion dillenii, Pante stâncoase silicioase cu vegetație casmofită.
La baza desemnării sitului se află mai multe specii protejate:
- păsări (7): lebădă de iarnă (Cygnus cygnus), ciocănitoare neagră (Dryocopus martius), cufundar polar (Gavia arctica), cocor (Grus grus), ciocârlie de pădure (Lullula arborea), vultur pescar (Pandion haliaetus), chiră de baltă (Sterna hirundo)
- mamifere (1): vidră de râu (Lutra lutra)
- pești (1): zvârluga (Cobitis taenia)